# Lillåudden, Västerås
Lillåudden är en  stadsdel i det administrativa bostadsområdet Centrala staden i Västerås. Området är ett bostadsområde som ligger nära allmänna kommunikationsmedel på en halvö i Mälaren.
Lillåudden innehåller sjönära boende. En öppningsbar cykel- och fotgängarbro leder över till Östra Hamnen. Lillåudden är del av cykel- och promenadstråket längs med Mälaren. Det finns också båtservice på Lillåudden. 
Området avgränsas av Östra Kajen, Mälarstrandsgatan och Mälaren.
Området gränsar i norr till Kungsängen, i öster till Öster Mälarstrand och i väster till Östra Hamnen.